# Gerard Schmitter
Die Gerard Schmitter ist ein 2012 fertiggestelltes Kabinenfahrgastschiff der französischen Reederei CroisiEurope, das für mehrtägige Kreuzfahrten auf Donau, Main, Mosel und Rhein eingesetzt wird.